# チャン・フー・ドン・チエウ
チャン・フー・ドン・チエウ（ベトナム語: Trần Hữu Đông Triều, 陳友東晁、1995年8月20日 - ）は、ベトナム・クアンナム省出身のサッカー選手。

## 来歴
2007年、ホアン・アイン・ザライFC下部組織のHAGLアーセナルJMGに第一期生として入団した。2012年、ドン・チエウはコン・フオン、トゥアン・アイン、スアン・チュオンと共にU-18アーセナルFCの練習に招待された。
2015年1月11日、2015シーズンのVリーグ第2節ドンタム・ロンアンFC戦でプロデビューを果たした。

## タイトル

### U-19サッカーベトナム代表
- AFF U-19ユース選手権（英語版）準優勝 (1) : 2014
- ハサナル・ボルキアカップ（英語版） 準優勝 (1) : 2014